# Drapeau de San Diego
Le drapeau de San Diego, dans l'État de Californie, consiste en trois bandes verticales (rouge, blanc et or) et du sceau de la ville en son centre. La date située sous le sceau correspond à l'année où l'explorateur João Rodrigues Cabrilho est entré dans la baie de San Diego et a déclaré la région comme espagnole. Les couleurs sont inspirées du drapeau espagnol à l'époque de Cabrilho.
Il est officiel depuis le 16 octobre 1934 et est l'œuvre de Albert V. Mayrhofer.